# 白山長滝駅
白山長滝駅（はくさんながたきえき）は、岐阜県郡上市白鳥町長滝にある長良川鉄道越美南線の駅である。駅番号は36。

## 歴史
- 1988年（昭和63年）8月6日：開設[1]。

## 駅構造

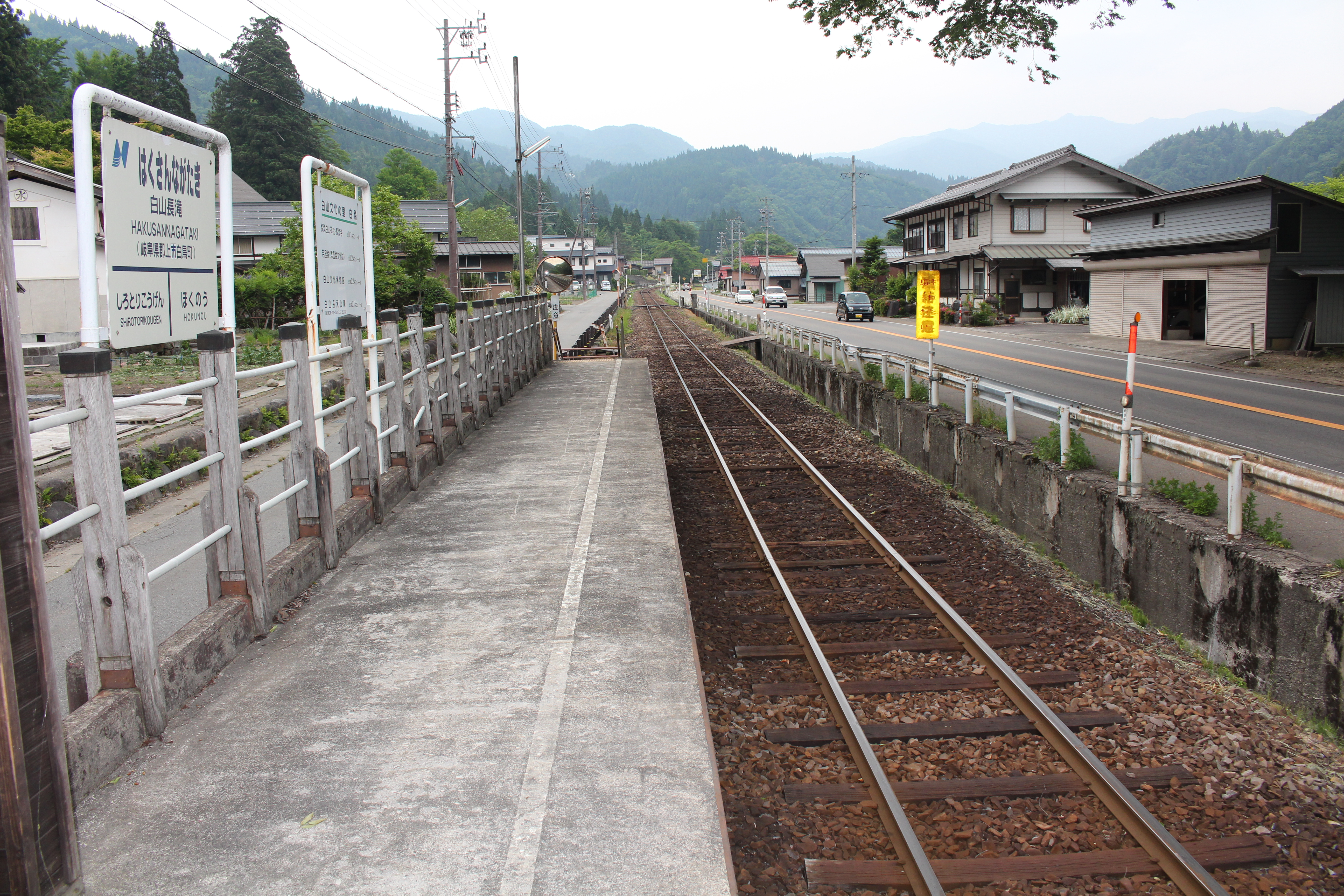
ホーム（奥の北側が出入口）

単式ホーム1面1線を有する地上駅。無人駅。駅舎は無くホーム中央付近に待合室が設置されており、北濃寄りに出入口がある。自動券売機は設置されていない。

## 利用状況
| 年度               | 1日平均乗車人員 |
| ------------------ | --------------- |
| 2011年（平成23年） | 10              |
| 2012年（平成24年） | 6               |
| 2013年（平成25年） | 7               |
| 2014年（平成26年） | 4               |
| 2015年（平成27年） | 3               |

## 駅周辺
- 長滝白山神社
- 白山長滝寺
- 道の駅白山文化の里長滝
- 白山文化博物館
- 白山瀧宝殿
- 清流長良川あゆパーク
- 長良川
- 国道156号

## 隣の駅
長良川鉄道
■越美南線
白鳥高原駅（35） - 白山長滝駅（36） - 北濃駅（37）